# 芒特基斯科 (紐約州)
芒特基斯科（英語：Mount Kisco）是一個位於美國紐約州西徹斯特縣的鎮。

## 人口
根據2020年美國人口普查的數據，芒特基斯科的面積為7.96平方千米，當中陸地面積為7.88平方千米，而水域面積為0.08平方千米。當地共有人口10959人，而人口密度為每平方千米1,377人。